# Arturo Romeo
Arturo M. Romeo (* 20. Oktober 1941) ist ein ehemaliger philippinischer Radrennfahrer.

## Sportliche Laufbahn
Romeo war im Straßenradsport aktiv. Er war Teilnehmer der Olympischen Sommerspiele 1964 in Tokio. Im olympischen Straßenrennen kam er auf den 73. Rang.
Im Mannschaftszeitfahren kam der Vierer der Philippinen mit Norberto Arceo, Daniel Olivares, Cornelio Padilla und Arturo Romeo auf den 29. Rang.